# Erythrotriorchis radiatus
El azor rojo (Erythrotriorchis radiatus) es una especie de ave accipitriforme de la familia Accipitridae. Probablemente sea el ave de presa más rara de Australia. Se encuentra principalmente en los bosques de sabana del norte de Australia, en especiel cerca de cursos de agua.

## Taxonomía
El azor rojo era considerado tradicionalmente un miembro de la familia Accipitridae, sin embargo ahora se cree que la similitud con otras aves en dicha familia es producto de procesos de evolución convergente. Los expertos actualmente agrupan el azor rojo con el milano pechinegro (Hamirostra melanosternon) y milano colicuadrado (Lophoictinia isura), las cuales son aves rapaces endémicas de Australia. Se cree que los antepasados de estas aves posiblemente junto con un puñado de especies del Sureste de Asia y África, ocuparon Gondwana y durante millones de años han divergido en sus formas actuales.
Estudios de secuenciación de genes han encontrado una relación entre Hamirostra y Lophoictinia, sin embargo no se han obtenido muestras Erythrotriorchis.

## Descripción
Su plumaje es generalmente rojizo con rayas en blanco y negro en la cabeza, además de poseer cara y garganta blancas y, el cuerpo y la parte superior de las alas negras. Tanto las plumas de vuelo como las de la cola son grises, oscuro por encima y por debajo de la luz. La parte inferior (vientre y coberteras subalares) son rojas con un ligero rayado negro. Las hembras tienen un vientre más pálido que el del macho. Los ejemplares juveniles (primer año) tienen menos rayas en la cabeza.
Los adultos tienen el iris amarillo (marrón amarillento en los machos) mientras que en los juveniles es marrón. La  piel alrededor del ojo varía del azul pálido en el juvenil pasando por azul grisáceo pálido hasta el gris pálido en el adulto. Las patas de los adultos son amarillas mientras que en los juveniles son gris pálido, crema o amarillo pálido.
Las alas son largas y anchas en las extremidades siendo diferentes a las alas cortas de los azores del género Accipiter Su cola es larga y ancha terminando en una punta cuadrada que mide aproximadamente la mitad de su longitud total.
Su patrón de vuelo es descrito como  "a veces lento, más pesado y como de gallo, con aleteo sostenido" mientras que en persecución su vuelo es "poderoso y enérgico, con aleteos profundos, como un vuelo rápido de halcón berigora". Se eleva con alas planteadas en un ligero diedro, casi plano; se desliza con alas planas o ligeramente inclinadas; y a veces se agacha con las alas cerradas.
Mide de entre 45 y 60 cm de largo, con una envergadura de alas entre 110 a 135 cm. Los machos pesan unos 635 g mientras que las hembras oscilan entre 1100 y 1400 g. La hembra es similar en tamaño a una aguililla australiana mientras que el porte del se asemeja al de un halcón berigora hembra.

## Hábitos alimenticios
Los azores rojo se alimentan principalmente de aves, especialmente loros y palomas aunque en raras ocasiones se alimentan de mamíferos, reptiles e insectos grandes. 
Durante la mañana y tarde cazan tomando vuelo desde sus perchas, ocultos en los árboles. Al mediodía usan trayectos largos, a través o por encima de un dosel o busca presas volando a gran altura. Atacan mediante un deslizamiento sigiloso, persecución directa, o pueden bajar en picada desde las alturas.

## Cría
Construye su nido en una bifurcación en un árbol de gran altura. El nido es una plataforma de palos forrada con hojas verdes, mide entre  60 a 120 cm de diámetro y 30 a 50 cm de profundidad.
La temporada de puesta es de mayo a octubre en el norte y entre agosto y octubre en el este. La incubación dura 40 días, el período de pichón alcanza los 51-53 días y los juveniles siguen dependiendo de sus padres hasta los 2 a 3 meses de vida.

## Conservación
El azor rojo es considerado en Australia como una especie vulnerable por la Ley Federal de Protección y Conservación de la Biodiversidad 1999 (EPBC) y está catalogado como en peligro de extinción en Queensland y Nueva Gales del Sur mientras que es considerada como vulnerable en el Territorio del Norte. También aparece en la Convención sobre el Comercio Internacional de Especies Amenazadas de Fauna y Flora Silvestres (CITES).
La especie es poco dispersa en toda su gama a través de Australia sin embargo los recientes descensos significativos de su población han sido motivo de preocupación. Las principales amenazas y causas de la disminución de su población en el este de Australia se han atribuido a la deforestación para favorecer a la agricultura conllevando tanto a la reducción presas disponibles como a la de sitios de anidación adecuados.
La protección del hábitat que aún se conserva así como la del hábitat perdido a través de rehabilitación y regulación en el desmonte de tierras es una importante herramienta de gestión de la conservación para su supervivencia. De esta forma, BirdLife International ha identificado como lugares importantes para su conservación a Lilyvale en Queensland, el Parque nacional Kakadu y las Islas Tiwi en el Territorio del Norte, y el santuario Mornington en Australia Occidental.